# Салливан, Джон (дипломат)
Джон Джозеф Салливан (англ. John Joseph Sullivan; род. 20 ноября 1959, Бостон, Массачусетс, США) — американский государственный и политический деятель. Посол Соединённых Штатов Америки в  Российской Федерации с 16 января 2020 года по 4 сентября 2022 года.
Заместитель Государственного секретаря США (24 мая 2017 — 20 декабря 2019). Исполняющий обязанности Государственного секретаря США (1 апреля — 26 апреля 2018).

## Биография
В 1981 году окончил Брауновский университет, в 1985 году получил степень доктора права в Колумбийском университете. Был судебным клерком судьи Апелляционного суда пятого округа Джона Майнора Виздома и судьи Верховного суда США Дэвида Саутера.
В 1991 году Салливан работал советником помощника генерального прокурора Майкла Латтига (Министерство юстиции).
Заместитель главного юрисконсульта избирательной кампании президента Джорджа Буша в 1992 году.
В 1993 году Салливан присоединился к юридической фирме Mayer, Brown, Rowe & Maw в Вашингтоне.
В феврале 2004 года министр обороны Дональд Рамсфелд назначил Салливана заместителем главного юрисконсульта Министерства обороны США.
Главный юрисконсульт Министерства торговли с 2005 по 2008 год, заместитель министра торговли с 2007 по 2009 год.
С 2010 по 2016 год — председатель специального правительственного комитета по налаживанию экономических отношений США и Ирака.
С 24 мая 2017 года — заместитель Государственного секретаря США. С 1 по 26 апреля 2018 года — исполняющий обязанности Государственного секретаря США. Занимал должность до утверждения Майка Помпео новым госсекретарём.

## Работа в качестве посла США в  России
После отставки Посла Соединённых Штатов Америки в Российской Федерации Джона Хантсмана в августе 2019 года, Джон Салливан назывался в прессе как наиболее вероятный кандидат на эту должность. 11 октября 2019 года кандидатура Салливана на пост руководителя дипломатического представительства в Москве была выдвинута Президентом США Дональдом Трампом.
12 декабря 2019 года Сенат Конгресса США одобрил назначение Джона Салливана на должность посла США на  Российской Федерации (70 голосов за, 22 против). 23 декабря 2019 года Госсекретарь США Майк Помпео привёл Джона Салливана к присяге в качестве посла США в Российской Федерации.
В конце декабря 2019 года Посольство США в России подтвердило, что Салливан прибудет на  Москву и приступит к своей миссии в начале января 2020 года, сразу после новогодних праздников. Позже срок приезда Салливана был изменён и, как подтвердила пресс-служба посольства США, дипломат прибыл в Москву 16 января 2020 года.
В своём первом на посту посла в РФ видеообращении, опубликованном в Facebook, Салливан заявил, что рассчитывает на диалог с правительством России по вопросам безопасности, Арктике, денуклеаризации Корейского полуострова, Афганистану и исследованию космоса.
Копии верительных грамот были вручены в МИД России 20 января 2020 года. 31 января Салливан провёл первую в новом качестве встречу с министром иностранных дел России Сергеем Лавровым. Верительные грамоты Президенту России Салливан вручил 5 февраля 2020 года и с этого момента, согласно правилам, он официально вступил в должность.
В начале февраля 2020 года в интервью агентству РБК Салливан заявил о том, как видит главную цель своей работы на посту посла, сформулировав её как «остановить спад в отношениях и постараться их улучшить», а «своей приоритетной задачей» и «абсолютной необходимостью» назвал «совместную работу США и России». В этом интервью Салливан также сообщил, что это президент США Дональд Трамп дал ему поручение сделать «всё, что в моих силах, чтобы постараться улучшить отношения между США и Россией».

## Увлечения
По прибытии в Россию Салливан рассказал журналистам, что «на протяжении многих десятилетий являлся большим поклонником советского и российского хоккея».

## Семья
Был женат на Грейс Родригес, есть трое детей — Джек, Кэтти и Тед. Племянник последнего посла США в Иране Уильяма Салливана.

## Критика
По данным американских СМИ, Джон Салливан был включён в неофициальный список сотрудников Госдепартамента, нелояльных президенту и рекомендованных к увольнению, составленный окружением Дональда Трампа. Советники президента США и доверенные лица главы государства (в частности, супруга судьи Верховного суда США Джинни Томас) последние 18 месяцев составляли подробные списки нелояльных Трампу должностных лиц, которых необходимо было заменить на тех, кто поддерживает главу государства, — и в этот список вошёл посол США в России Джон Салливан.